# ما باید در سواحل بجنگیم

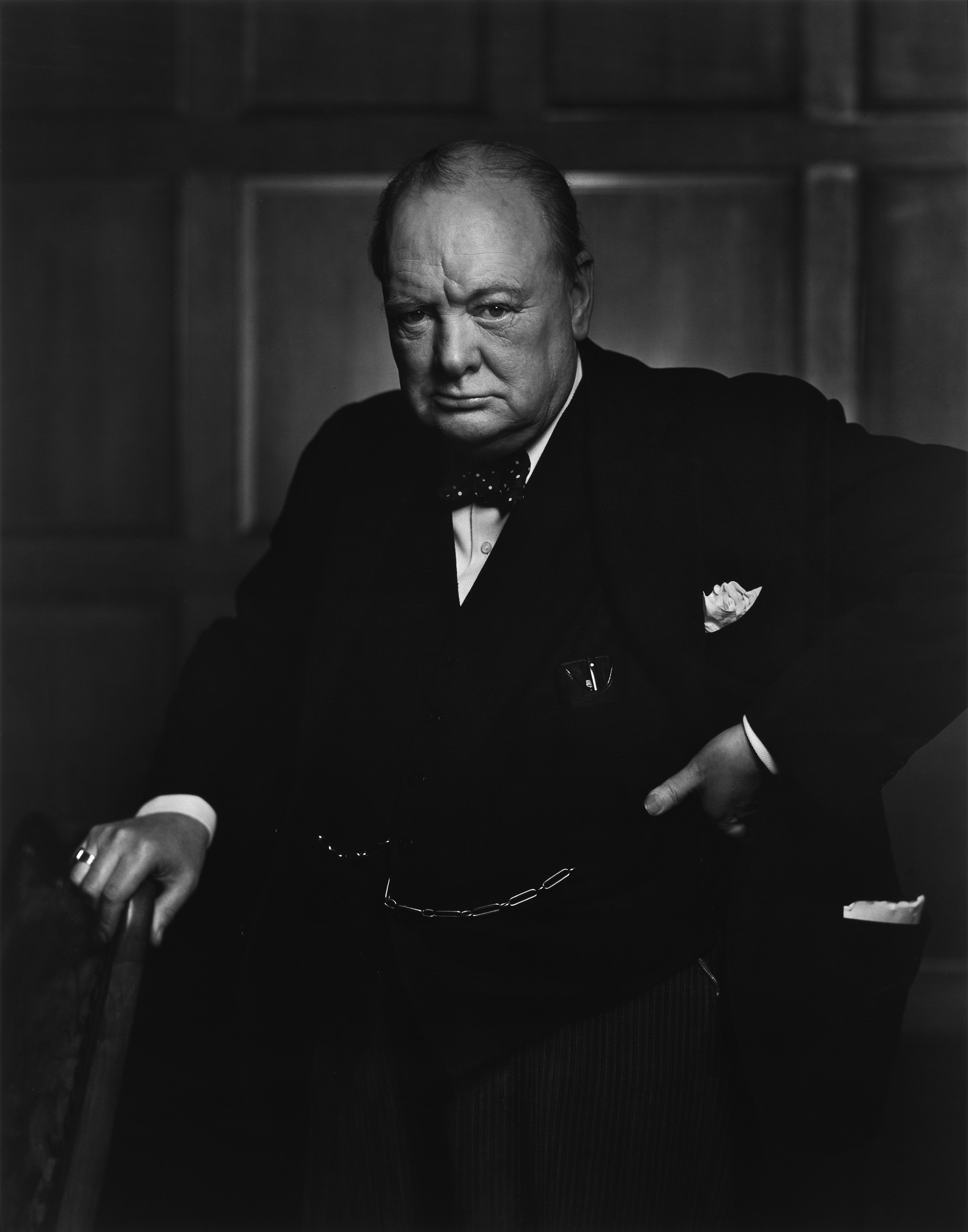
وینستون چرچیل

" ما باید در سواحل بجنگیم " عنوانی مشترک است که به سخنان وینستون چرچیل به مجلس عوام انگلیس در ۴ ژوئن ۱۹۴۰ ارائه شد. این دومین سخنرانی از سه سخنرانی مهم در مورد دوره نبرد فرانسه بود. سخنرانی‌های دیگر " خون، زحمت، اشک و عرق " ۱۳ مه و سخنرانی " این بهترین لحظات زندگی‌شان بود " ۱۸ ژوئن است. رویدادها طی مدت پنج هفته به طرز چشمگیری توسعه یافتند، و اگرچه از لحاظ مضامین کاملاً مشابه بودند، هر سخنرانی به یک متن نظامی و دیپلماتیک متفاوت می‌پرداخت.
در این سخنرانی، چرچیل مجبور بود توصیف یک فاجعه بزرگ نظامی را شرح دهد و دربارهٔ حمله احتمالی نازی‌ها هشدار دهد، بدون اینکه شک به پیروزی نهایی داشته باشد. او همچنین مجبور شد مخاطبان داخلی خود را برای فرار از جنگ فرانسه بدون اینکه به هیچ وجه فرانسه را از این کار آزاد کند، آماده کند و آرزو می‌کند که یک سیاست و یک هدف را بدون تغییر - علی‌رغم وقایع مداخله - از سخنان خود در تاریخ ۱۳ مه، که در آن او هدف "پیروزی را اعلام کرده بود، هرچند راه طولانی و سخت باشد".

## زمینه
وینستون چرچیل در ۱۰ مه ۱۹۴۰، هشت ماه پس از وقوع جنگ جهانی دوم در اروپا ، به عنوان نخست‌وزیر منصوب شد. او این کار را به عنوان رئیس دولت ائتلاف چند جانبه انجام داده بود، که به دلیل عدم رضایت از اجرای جنگ، جایگزین دولت قبلی (به رهبری نویل چمبرلین) شده بود، که توسط بحث نروژ در مورد تخلیه متفقین از نروژ جنوبی نشان داده شد.

به‌طور تصادفی، حمله تهاجمی ورماخت آلمان در کشورهای پایین و فرانسه از ۱۰ مه با حمله هلند، بلژیک و لوکزامبورگ آغاز شده بود. چرچیل برای اولین بار در تاریخ ۱۳ مه با عنوان نخست‌وزیر مجلس صحبت کرده بود تا از تشکیل دولت جدید خبر دهد: 
من همان‌طور که به کسانی که به این دولت پیوسته‌اند به مجلس می‌گویم: "من چیزی برای ارائه خون جز خون، رنج، اشک و عرق ندارم."
در آن سخنرانی، او هیچ چیزی در مورد وضعیت نظامی در فرانسه و کشورهای کم ذکر نکرد.
انتظار می‌رود که حمله آلمان به همان خطوط مشابه در سال ۱۹۱۴ گسترش یابد، خطوط ارتباطی نیروی اعزامی بریتانیا (BEF) از طریق بندرهای کانال «گذرگاه کوتاه» عبور نکند - بولون، کاله، دانکرک و غیره. - بلکه از طریق دیپه و لو هاور. در ۱۳ ماه مه، حمله ورماخت را از طریق آردنس رسیده بود رودخانه موز در سدان و سپس از آن گذشت، شکستن از طریق دفاع از ارتش فرانسه. تا ۲۰ مه، لشکرهای زرهی ورمماخت به سواحل کانال انگلیسی مانش رسیده بودند، و نیروهای ارتش اول فرانسه و نیروهای اول فرانسه را از نیروهای اصلی فرانسه جدا کردند.
ورماخت بعدی علیه نیروهای متفقین متحد حرکت کرد و در کنار ساحل ساحلی تنها با نیروهای متفقین حرکت کرد تا در برابر آنها مقاومت کند. پس از پایتخت بلژیک در ۲۸ مه، شکافی نیز در پهنه شرقی نیروهای متفق ایجاد شد که مجبور شده بودند در جیب کوچک اطراف بندر دانکرک عقب‌نشینی کنند. از این جیب، بخش عمده ای از ارتش فرانسه و تعداد قابل توجهی از نیروهای فرانسوی در عملیات دینامو تخلیه شده بودند، اما این نیروها تقریباً تمام تجهیزات سنگین خود (حمل و نقل، مخازن، توپخانه و مهمات) را پشت سر گذاشتند. ارتش اول فرانسه بیشتر واحدهای خود را در اطراف لیل جیب زده بود. آن دسته از واحدهای آن که از دانکرک تخلیه شده بودند در فرانسه محاکمه شدند، اما هیچ اقدامی بیشتر مشاهده نشد. آنها هنوز هم در بریتنی فرانسه سازماندهی مجدد شدند.

چرچیل در بیانیه ای مختصر در تاریخ ۲۸ ماه مه با انتشار گزارشی از کاپیتولاسیون بلژیک، به کامونز اظهار داشت و نتیجه گرفت:
در همین حال، مجلس باید خود را برای مکاتبات سخت و سنگین آماده کند. فقط باید اضافه کنم که هیچ اتفاقی که در این نبرد رخ دهد نمی‌تواند به هیچ وجه ما را از وظیفه ما برای دفاع از دلیلی که به خودمان عهد کرده‌ایم، تسکین دهد؛ و نه باید اعتماد به نفس ما را از بین ببرد و مانند گذشته در تاریخ ما، از طریق فاجعه و اندوه تا شکست نهایی دشمنان، راه خود را بسازد.
او در ۴ ژوئن قول اظهارنامه دیگری از اوضاع نظامی را داده بود، و در واقع بخش عمده این سخنرانی روایتی از وقایع نظامی است - تا آنجا که آنها تحت تأثیر BEF - از زمان دستیابی به موفقیت آلمان در سدان.
پیشرفت آلمان از جنوب به بهره‌برداری نرسیده‌است، و فرانسوی‌ها یک خط دفاعی نسبتاً نازک در امتداد آیزن و سامم را بداهه نوازی کرده بودند. ارزیابی نظامی انگلیس این بود که بعید است در مقابل هرگونه حمله بزرگ توسط ورماخت مقاومت کند. در هوا، فرانسوی‌ها از هواپیماهای جنگنده کوتاه نبودند و این کمبود به دلیل تلفات زیاد آنها در جنگ بدتر شد. از این رو فرماندهان ارتش فرانسه از ارتش خواستند که اسکادران جنگنده دیگری برای جنگ به فرانسه اعزام شوند. از نظر سیاسی، تردیدهای قابل توجهی در مورد تمایل فرانسه برای ادامه جنگ، حتی در صورت عدم وجود فاجعه نظامی بیشتر، وجود دارد. چرچیل به نفع اعزام اسکادران جنگنده به فرانسه استدلال کرده بود زیرا وی معتقد بود که این حرکت برای حفظ روحیه عمومی فرانسه بسیار حیاتی است و همچنین هیچ بهانه ای برای فروپاشی ارتش فرانسه نمی‌دهد. این امر احتمالاً منجر به تشکیل دولت در تبعید فرانسه خواهد شد که نه تنها از جنگ خارج نشود بلکه با انگلستان خصمانه خواهد شد. کابینه جنگ انگلیس در جلسات ۳ ژوئن و بامداد ۴ ژوئن در مورد این موضوع بحث کرد، اما تصمیم گرفت مشاوره نیروی هوایی سلطنتی و وزیر امور خارجه هوایی، سر آریشیبلد سینکلر را در نظر بگیرد که اولویت انگلیس باید باشد. تا دفاع خود را آماده کند سه اسکادران حاضر در فرانسه برای حفظ قدرت ادامه می‌یابند، اما هیچ اسکادرنی دیگر نمی‌تواند برای نبرد فرانسه نجات یابد.

علیرغم تسکین مبنی بر اینکه بخش عمده ای از BEF آن را به انگلیس برگردانده است، روحیه غیرنظامیان را در بسیاری از مناطق صفر گزارش کرده‌است، یک ناظر ادعا می‌کند که همه به نظر خودکشی هستند. فقط نیمی از جمعیت انتظار داشتند که انگلیس به جنگ بپردازد، و احساسات هزاران نفر از این جمع‌بندی خلاصه می‌شود: 
این جنگ ما نیست - این جنگی از افراد مرتفع است که از کلمات طولانی استفاده می‌کنند و احساسات متفاوتی دارند. 
بنابراین، هنگام صحبت در مورد مسیر آینده و انجام جنگ در این گفتار، چرچیل مجبور بود یک فاجعه بزرگ نظامی را توصیف کند و دربارهٔ احتمال حمله به آلمان هشدار دهد، بدون آنکه به پیروزی نهایی شک کند. او باید مخاطبان داخلی خود را برای خروج فرانسه از جنگ آماده کند، بدون اینکه به هیچ وجه فرانسه را آزاد کند. چرچیل در سخنرانی بعدی خود در ۱۸ ژوئن، بلافاصله پس از شکایت فرانسوی‌ها برای صلح، گفت:
حوادث نظامی که در طول دو هفته گذشته اتفاق افتاده‌اند، هیچ حس غافلگیر کننده ای برای من به وجود نیامده است. در واقع، من دو هفته پیش به همان وضوح توانستم به مجلس اعلان کنم که بدترین فرصتها باز است، و من آن را کاملاً روشن کردم که هر اتفاقی در فرانسه افتاد، هیچ مشکلی برای تصمیم‌گیری انگلیس و امپراطوری انگلیس برای جنگیدن ندارد. در صورت لزوم سالها، در صورت لزوم تنها.
سرانجام، او باید از سخنان خود در تاریخ ۱۳ مه، که در آن گفته بود، یک سیاست و هدف را بدون تغییر - علی‌رغم وقایع مداخله، مجدداً تأکید کند.
ما قبل از ما مصیبت و وحشتناک‌ترین نوع را داریم. ما ماه‌ها مبارزات و رنجهای طولانی و دربرابر ما داریم. شما می‌پرسید، سیاست ما چیست؟ من می‌گویم: این است که با تمام توان و با تمام نیرویی که خداوند می‌تواند به ما بدهد، جنگ کنیم، از طریق دریا، زمین و هوا. جنگ علیه استبداد شگرف هرگز در فهرست تاریک و غم‌انگیز جنایات انسانی پیشی نگرفت. این سیاست ماست شما می‌پرسید، هدف ما چیست؟ من می‌توانم با یک کلمه پاسخ دهم: این پیروزی است، پیروزی به هر قیمتی، پیروزی به رغم همه وحشت، پیروزی، هرچند راه طولانی و سخت باشد.

## تفسیر
تفسیر شاید بهترین قسمت شناخته شده سخنرانی باشد، و به‌طور گسترده برگزار می‌شود که یکی از بهترین لحظات شفاهی جنگ و حرفه چرچیل است. 
بار دیگر و به نوبه خود به‌طور کلی، به مسئله تهاجم، توجه می‌کنم که هیچ دوره ای در تمام این قرن‌های طولانی وجود نداشته‌است که با آن تضمین می‌کنیم که تضمین مطلق در برابر تهاجم، هنوز هم کمتر در برابر یورش‌های جدی، می‌تواند داشته باشد. به مردم ما داده شده‌است در روزهای ناپلئون، که من الان صحبت می‌کردم، ممکن است همان بادی که حمل و نقل وی را از طریق کانال انجام می‌داد، ناوگان مسدود کننده را دور کند. همیشه این احتمال وجود داشت، و این همان فرصتی است که تصورات بسیاری از ظالمان قاره قاره را به هیجان آورده و از آن غافل ساخته‌است. بسیاری از داستانهایی است که گفته می‌شود. ما اطمینان داریم که روشهای نوین اتخاذ خواهد شد، و وقتی می‌بینیم که اصالت بدخواهی، نبوغ تجاوز، که دشمن ما از خود نشان می‌دهد، مطمئناً می‌توانیم خود را برای هر نوع طبقه رمان و هر نوع رفتار وحشیانه و خیانت آمیز آماده کنیم. من فکر می‌کنم هیچ ایده ای آنقدر عجیب نیست که نباید آن را با جستجو در نظر گرفت و دید، اما در عین حال امیدوارم با یک نگاه ثابت. ما هرگز نباید اطمینان خاطرهای جامعی از نیروی دریایی و مواردی را که متعلق به نیروی هوایی است، فراموش کنیم اگر در محلی بتوان از آن استفاده کرد.
آقا، من خودم، اطمینان کامل دارم که اگر همه وظیفه خود را انجام دهند، اگر هیچ کاری مورد غفلت واقع نشود، و اگر بهترین تنظیمات انجام شد، همان‌طور که ساخته شده‌است، ما باید خودمان را یک بار دیگر ثابت کنیم که می‌توانیم از جزیره خود دفاع کنیم، سوار شویم. در صورت لزوم سالها، در صورت لزوم به تنهایی، طوفان جنگ را فرا بگیرد و تهدید استبداد را بر دوش بکشد. به هر حال، این همان کاری است که می‌خواهیم انجام دهیم. این عزم دولت اعلیحضرت است - هر کس از آنها. این خواست مجلس و ملت است. امپراتوری بریتانیا و جمهوری فرانسه، که با هم در راه و نیازشان به هم پیوند خورده‌اند، از سرزمین بومی خود دفاع می‌کنند و از یکدیگر مانند رفقای خوب به حداکثر توان خود کمک می‌کنند.
حتی اگر قطارهای بزرگی از اروپا و بسیاری از کشورهای قدیمی و مشهور سقوط کرده یا ممکن است در چنگال گشتاپو و همه دستگاه‌های نگران کننده حکومت نازی قرار بگیرند، ما نباید پرچم بزنیم یا شکست بخوریم. ما تا انتها ادامه خواهیم داد. ما باید در فرانسه بجنگیم، در دریاها و اقیانوس‌ها بجنگیم، با اعتماد به نفس روزافزون و قدرت رو به رشد در هوا می‌جنگیم، از جزیره خود دفاع خواهیم کرد، هر هزینه ای که ممکن است باشد. ما در سواحل می‌جنگیم، در زمین‌های فرود خواهیم جنگید، در مزارع و خیابان‌ها می‌جنگیم، در تپه‌ها می‌جنگیم. ما هرگز تسلیم نخواهیم شد و اگر، که من برای لحظه ای اعتقاد ندارم، این جزیره یا بخش بزرگی از آن مورد انقیاد و گرسنگی قرار می‌گرفت، امپراتوری ما فراتر از دریاها، مسلح و تحت حمایت ناوگان انگلیس، این مبارزه را ادامه خواهد داد، تا، در زمان خوب خدا، دنیای جدید با تمام توان و توان خود قدم به قدم نجات و رهایی از قدیم می‌گذارد. 

## جسارتهای وابسته
- گاهشمار جبهه خانگی انگلیس در طول جنگ جهانی دوم
- تاریک‌ترین ساعت